# Comitatul Princiar Tirol

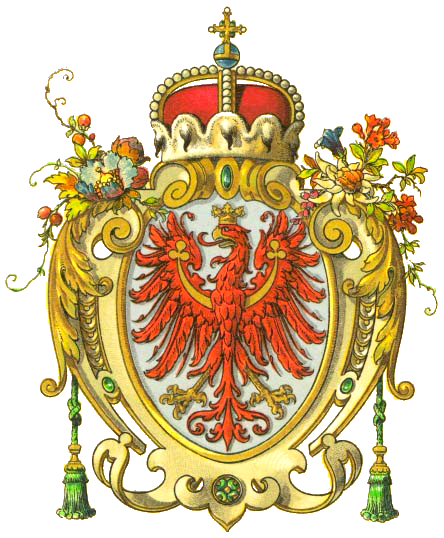
Stema Comitatului Princiar Tirol

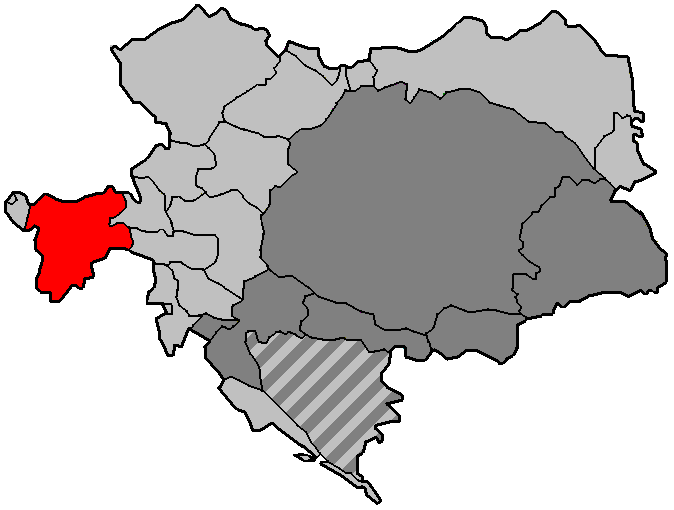
Comitatul Princiar Tirol în Austro-Ungaria

Comitatul Princiar Tirol (în germană Gefürstete Grafschaft Tirol, în italiană contea principesca del Tirolo) (pînă în 1861 Comitatul Princiar Tirol cu Țara Vorarlberg — Gefürstete Grafschaft Tirol mit dem Lande Vorarlberg) a fost o monarhie din Mitteleuropa, căreia îi aparținea regiunea Tirol și, pînă în 1861, Vorarlberg. Capitalele comitatului au fost, în ordine cronologică, satul Tirol (1028–1418), precum și orașele Meran (1418–1849) și Innsbruck (1849–1918).
Comitatul a apărut în secolul al XI-lea și și-a obținut suveranitatea în 1140. Din 1363 a fost, cu scurte întreruperi, în stăpânirea Habsburgilor, iar din 1804 a devenit o țară a Coroanei în Imperiul Austriac, respectiv în Austro-Ungaria (din 1867). După Primul Război Mondial, vechea țară a fost împărțită în 1918/1919 în Tirolul de Nord (Austria) și Tirolul de Sud (Italia).